# Casa de Norodom
A Casa de Norodom é a família real reinante do Camboja. Foi fundada em 1860 pelo Rei Norodom I, um filho do "Grande Rei",  Ang Duong. O atual chefe da Casa de Norodom é o rei do Camboja, Norodom Sihamoni. Norodom é apenas uma das duas casas reais do Camboja. Sua contraparte, a Casa de Sisowath, é nomeado para um outro filho de Ang Duong, Sisowath I. A Casa de Norodom produziu quatro reis do Camboja, e três Ministros. 

## Membros
- Norodom (1834-1904)
- Norodom Sutharot (1872-1945)
- Norodom Phangangam (1874-1944)
- Norodom Kanviman Norleak Tevi (1876-1912)
- Norodom Suramarit (1896-1960)
- Sisowath Kossamak (por casamento; 1904-1975)
- Norodom Kantol (1920-1976)
- Norodom Sihanouk (1922-2012)
- Norodom Monineath (por casamento; nascido em 1936)
- Norodom Vacheahra (1946-2013)
- Norodom Sirivudh (nascido em 1951)[1]
- Norodom Yuvaneath (nascido em 1943)
- Norodom Ranariddh (nascido em 1944)
- Norodom Marie Ranariddh (por casamento; nascido em 1948)
- Norodom Buppha Devi (nascido em 1943)
- Norodom Chakrapong (nascido em 1945)
- Norodom Kuntha Bopha (1948-1952)
- Norodom Yuvaneath (nascido em 1943)
- Norodom Sihamoni (nasceu em 1953)
- Norodom Soma (nasceu em 1969)
- Norodom Narindrapong (1954-2003)
- Norodom Rattana Devi (nasceu em 1974)
- Norodom Arunrasmy (nascido em 1955)

## Lista de monarcas
| Nome              | Início                 | Fim                  |
| ----------------- | ---------------------- | -------------------- |
| Norodom           | 19 de outubro de 1860  | 24 de abril de 1904  |
| Norodom Sihanouk  | 24 de abril de 1941    | 3 de Março de 1955   |
| Norodom Suramarit | 3 de Março de 1955     | 3 de abril de 1960   |
| Norodom Sihanouk  | 24 de setembro de 1993 | 7 de outubro de 2004 |
| Norodom Sihamoni  | 14 de outubro de 2004  | Presente             |

## Lista de consortes dos Norodom
| Nome              | Início                 | Fim                  |
| ----------------- | ---------------------- | -------------------- |
| Sisowath Kossamak | 3 de Março de 1955     | 3 de abril de 1960   |
| Norodom Monineath | 24 de setembro de 1993 | 7 de outubro de 2004 |

## Lista de Primeiro-Ministros Norodoms
| Nome              | Prazo                                                                |
| ----------------- | -------------------------------------------------------------------- |
| Norodom Sihanouk  | 1945, 1950, 1952-1953, 1954, 1955-1956, 1956, 1957, 1958-60, 1961-62 |
| Norodom Kantol    | 1962-1966                                                            |
| Norodom Ranariddh | 1993-1997                                                            |